# Hornstrandir

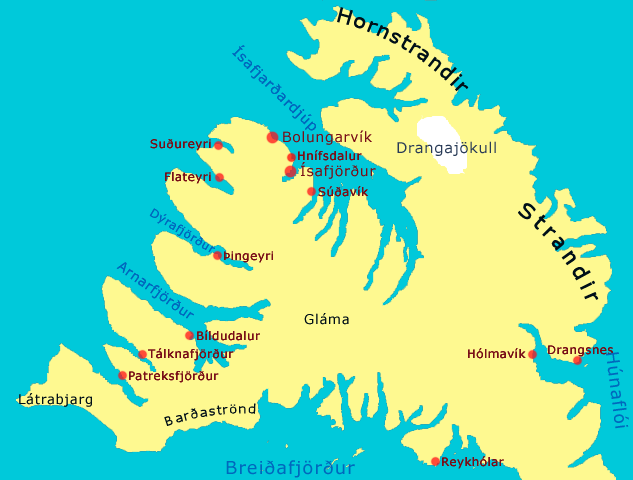
Locatie van Hornstrandir

Hornstrandir is een schiereiland in het noorden van de IJslandse regio Vestfirðir. Het gebied kreeg in 1974 de status van natuurreservaat. Vroeger waren hier enkele bewoonde nederzettingen, zoals Hesteyri, maar tegenwoordig is er geen permanente bewoning meer. Wel zijn er nog oude boerderijen, zomerhuisjes en een vuurtoren te vinden. Er zijn geen wegen in Hornstrandir, enkel trekkerspaden. Er is een bootverbinding met Ísafjörður. De afgelegen ligging van Hornstrandir was de belangrijkste reden voor de ontvolking van het gebied.

## Fjorden en baaien in Hornstrandir
- Grunnavík
- Leirufjörður*
- Hrafnsfjörður*
- Lónafjörður*
- Veiðileysufjörður í Jökulfjörðum*
- Hesteyrarfjörður*
- Aðalvík
- Rekavík bak Látur
- Fljótavík
- Hlöðuvík
- Hælavík
- Hornvík
- Látravík
- Smiðjuvík
- Barðsvík
- Bolungavík
- Furufjörður
- Þaralátursfjörður
- Reykjarfjörður nyrðri

De met * gemarkeerde fjorden vormen samen de Jökulfirðir.